# ماتيو فيدال
ماتيو فيدال (بالإسبانية: Mateo Vidal)‏ هو كاتب وسياسي أوروغواني وبوليفي وأرجنتيني، ولد في 17 أكتوبر 1780 في مونتفيدو في الأوروغواي، وتوفي في 8 يناير 1855 في بوينس آيرس في الأرجنتين.